# Schwandt (Gemeinde Straßwalchen)
Schwandt ist ein kleiner Ort  am Rand der Salzkammergut-Berge in der Grenzregion Salzburg zu Oberösterreich und gehört zur Gemeinde Straßwalchen im Bezirk Salzburg-Umgebung.

## Geographie
Die Gegend befindet sich 5 Kilometer östlich von Straßwalchen, 2½ Kilometer nordöstlich von Oberhofen am Irrsee und 7½ Kilometer westlich von Frankenmarkt. Hier treffen das Vöcklatal östlich und das Irrsee-Gebiet südlich zusammen, nordwestlich führt es über Straßwalchen in das Mattigtal. Nördlich liegt der Hausruck-und-Kobernaußerwald-Zug des Alpenvorlandes, und bildet die Pfortenlandschaft Straßwalchen–Frankenmarkt.
Das Rotte Schwandt liegt am Nordausläufer des Kogler Berg (819 m ü. A.) auf um die 640 m ü. A. Höhe. 
Hier verläuft die Wasserscheide zwischen der Mattig zur Vöckla, also Inn zu Traun: Nordwestlich bei Eingarten hinter dem Ecker Holz liegt das Ursprungsgebiet des Hainbachs, der über den Schwemmbach zur Mattig und zum Inn geht, nordwestwärts entspringt der Weinbach, der durch das Langholz bei Schwaigern zur Vöckla und zur Traun fließt.
Der Ort umfasst etwa 10 Gebäude mit um die 25 Einwohnern.
| Eck      | Eingarten                                   | Bruckmoos |
| Stockham | Kompassrose, die auf Nachbargemeinden zeigt | Winkl     |
|          | Stangling                                   | Hochfeld  |

## Geschichte und Infrastruktur
Um 1830 umfasste der Ort nur zwei Gehöfte, den Wirth (Winkl Nr. 15) und den Hausstätter (jüngst abgerissen, Nr. 12/13).
Die L265 Hüttenedter Landesstraße (B154 in Irrsdorf – Hüttenedt zur L1281 Vöcklatalstraße) führt durch den Ort.

## Nachweise
- 50335 – Straßwalchen. Gemeindedaten der Statistik Austria

1. ↑  Franziszäischer Kataster 1817–1861 (Layer online bei SAGIS).
2. ↑  Hüttenedter Landesstraße. In: Salzburger Nachrichten: Salzburgwiki.  (mit Fotos).